# Carterocephalus abax
Carterocephalus abax är en fjärilsart som beskrevs av Charles Oberthür 1886. Carterocephalus abax ingår i släktet Carterocephalus och familjen tjockhuvuden. Inga underarter finns listade i Catalogue of Life.